# 구암로 (대구)
구암로(Guam-ro)는 대구광역시 북구 관음동 칠곡IC네거리에서 북구 국우동을 잇는 대구광역시의 도로이다.

## 주요 경유지
대구광역시
- 북구 (관음동 . 구암동 . 동천동 . 국우동)

## 노선
| 이름             | 접속 노선                                   | 소재지 | 소재지 | 비고 |
| ---------------- | ------------------------------------------- | ------ | ------ | ---- |
| 칠곡IC네거리     | 중앙고속도로 대구광역시도 제31호선 (관음로) | 북구   | 관음동 |      |
| 태전공원네거리   | 영송로 관음중앙로                           | 북구   | 관음동 |      |
| 칠곡네거리       | 국도 제5호선 (칠곡중앙대로)                 | 북구   | 관음동 |      |
| 운암교           |                                             | 북구   | 관음동 |      |
|                  | 구암동                                      | 북구   |        |      |
| 운암교네거리     | 팔거천동로                                  | 북구   |        |      |
| 농어촌공사네거리 | 대구광역시도 제43호선 (동천로) 구암로32길   | 북구   |        |      |
| 구암네거리       | 대구광역시도 제45호선 (학정로)              | 북구   | 동천동 |      |
| 운암초등삼거리   | 대천로                                      | 북구   | 동천동 |      |
| 구암삼거리       | 대구광역시도 제78호선 (동암로)              | 북구   | 국우동 |      |
| (이름없음)       | 대구광역시도 제10호선 (호국로)              | 북구   | 국우동 |      |

## 주요 건물 및 시설
- 할리스커피 대구관음점 (구암로 59/관음동 1372-2)
- KT 칠곡지사 (구암로 110/태전동 999)
- KT 플라자 칠곡점 (구암로 110/태전동 999)
- 농협 농협은행 구암지점 (구암로 142/구암동 649-3)
- 뚜레쥬르 칠곡구암점 (구암로 150/구암동 650-1)
- 동천119안전센터 (구암로 155/동천동 876-3)
- 한국농어촌공사 대구경북지역본부 (구암로 158/구암동 651)
- S-OIL 운암지주유소 (구암로 232/구암동 831-7)
- GS25 대구구암점 (구암로 292/구암동 816-1)
- CU 구암대로점 (구암로 306/구암동 815-14)
- GS칼텍스 구암주유소 (구암로 340/구암동 805-4)
- 북구구민운동장 (구암로 391/국우동 1104)